# Łyżwiarstwo figurowe na Zimowych Igrzyskach Olimpijskich 1928 – pary sportowe
Łyżwiarstwo figurowe na Zimowych Igrzyskach Olimpijskich 1928 – pary sportowe – rywalizacja w jednej z konkurencji łyżwiarstwa figurowego – parach sportowych, rozgrywanej na Zimowych Igrzyskach Olimpijskich 1928 odbyła się 16 lutego 1928 w Olympic Ice Stadium Badrutts Park w Sankt Moritz. W zawodach wzięło udział 13 par z 9 krajów.

## Wyniki
| Poz. | Zawodnicy                                 | Reprezentacja     | Punkty | Miejsca |
| ---- | ----------------------------------------- | ----------------- | ------ | ------- |
| 01 ! | Andrée Joly / Pierre Brunet               | Francja           | 100,50 | 14      |
| 02 ! | Lilly Scholz / Otto Kaiser                | Austria           | 99,25  | 17      |
| 03 ! | Melitta Brunner / Ludwig Wrede            | Austria           | 93,25  | 29      |
| 4    | Beatrix Loughran / Sherwin Badger         | Stany Zjednoczone | 87,50  | 43      |
| 5    | Ludowika Jakobsson / Walter Jakobsson     | Finlandia         | 84,00  | 51      |
| 6    | Josy Van Lerberghe / Robert Van Zeebroeck | Belgia            | 83,00  | 54      |
| 7    | Ethel Muckelt / John Page                 | Wielka Brytania   | 79,00  | 61,5    |
| 8    | Ilse Kishauer / Ernst Gaste               | Rzesza Niemiecka  | 75,75  | 63      |
| 9    | Theresa Blanchard / Nathaniel Niles       | Stany Zjednoczone | 69,00  | 79,5    |
| 10   | Maude Smith / Jack Eastwood               | Kanada            | 67,25  | 95,5    |
| 11   | Elvira Barbey / Louis Barbey              | Szwajcaria        | 64,75  | 97      |
| 12   | Libuše Veselá / Vojtěch Veselý            | Czechosłowacja    | 60,00  | 102     |
| 13   | Kathleen Lovett / Proctor Burman          | Wielka Brytania   | 57,75  | 110,5   |